# Étienne-Alexandre-Jacques Anisson-Dupéron
Pour les articles homonymes, voir Anisson, Dupéron et Anisson-Duperron.
Étienne-Alexandre-Jacques Anisson, dit « Anisson-Dupéron», né le 31 mai 1749 à Paris et mort guillotiné le 25 avril 1794 dans la même ville, est un directeur de l'imprimerie royale français.

## Biographie
Issu de la famille Anisson-Duperron, il est le Fils de Jacques Anisson, directeur de l’Imprimerie royale, et de Jeanne Marie du Porral. 
Étienne-Alexandre-Jacques Anisson seconde son père dans ses fonctions dès 1765 et devient son associé en 1783. Cinq ans plus tard, en 1788, il lui succède à la tête de l'établissement, qui devient, au moment de la Révolution l’Imprimerie exécutive nationale. 
En 1790, après avoir assuré l'impression de la première série d'assignats (avril 1790), il publie une Lettre sur l’impression des assignats, et fait plusieurs tentatives pour être chargé de la confection des séries suivantes : on lui préfère la firme des frères Didot. En décembre de la même année, il exécute le décret qui lui ordonnait de faire l’inventaire des effets existants à l’imprimerie royale, et de le déposer aux archives. Inculpé, le 4 juillet 1792, pour l’impression d’un arrêté inconstitutionnel du département de la Somme, il produit, à l’Assemblée législative, l’ordre qui lui en avait été donné par le secrétaire-général du ministère de l’Intérieur. Après les événements du 10 août, Anisson est obligé de quitter l'établissement qu'à l'exemple de ses ancêtres, il avait enrichi et illustré.
Pendant la Terreur, il est arrêté en germinal an II, il emploie tous ses efforts pour recouvrer sa liberté, et essaie de faire distribuer des sommes considérables à quelques membres des autorités de Ris et de Corbeil. Ce moyen accélère sa perte ; il est traduit devant le tribunal révolutionnaire le 6 floréal an II, condamné à mort, et exécuté le même jour. 
Son fils Alexandre devient préfet avant de devenir inspecteur général de l'Imprimerie Impériale en 1809, puis directeur général de l'Imprimerie Royale sous la Restauration.
On a de lui un Premier Mémoire sur l'impression en lettres, suivi de la Description d’une nouvelle presse, 1785, in-4° ; ce mémoire, lu à l’Académie des sciences, le 3 mars 1783, est imprimé dans le tome X des Mémoires de mathématiques et de physique des Savants étrangers. L’auteur s’y donne pour l’inventeur de la presse à un coup. Cependant, cette invention est réclamée par Didot, comme ayant imprimé, en 1777, le Daphnis et Chloé de Villoison, avec une presse de cette forme. Une note de l’Épître sur les progrès de l’imprimerie, à la suite d’un Essai de Fables nouvelles, par Didot fils aîné, Paris, 1786, in-12, est consacrée à ce sujet. Il est également l’auteur d’un Mémoire sur l’impression en lettres, inséré dans le tome X des Mémoires de Mathématiques et de Physique des Savants étrangers.
En 1792, Étienne-Alexandre-Jacques Anisson achète les archives de l'ancien inspecteur de la librairie Joseph d'Hémery. Ces documents, enrichis ses propres archives, entrent à la Bibliothèque nationale de France. Le fonds, appelé collection Anisson-Duperron, apporte de précieux renseignements sur l'histoire de l'imprimerie et de la librairie à Paris sous l'Ancien Régime. L'essentiel du fonds est numérisé et disponible sur Gallica. 
Sa bibliothèque de livres rares et précieux fut dispersée aux enchères à Paris en plusieurs vacations, depuis le 16 décembre 1795. jusqu'au 15 janvier 1796,. 

### Mariage et descendance
Il épouse à Paris le 13 février 1776 Françoise de Chabenat de Bonneuil, fille de André de Chabenat, seigneur de Bonneuil, conseiller puis président à la deuxième chambre des enquêtes du Parlement de Paris, et de Anne Suzanne de Lallier, dame de Fayet. Dont trois enfants :
- Alexandre Jacques Laurent Hippolyte Anisson-Duperron, directeur de l'imprimerie royale, député, Pair de France (Paris, 25 octobre 1776 - Dieppe, 2 septembre 1852), marié à Paris le 4 juillet 1816 avec Sophie Félicité Brugière de Barante (1794-1889), fille de Claude Ignace Brugière de Barante, préfet, baron de l'Empire, et de Anne Suzanne Tassin de Villepion. Dont postérité ;

- Marguerite Françoise Anisson-Duperron (1778 - ), mariée à Paris le 14 avril 1806 avec Pierre Jean-François Gaudard de La Verdine, artiste peintre (1779-1840), frère de Alphonse Gaudard de La Verdine. Dont postérité.
- André Marie Eugène Anisson-Duperron[8].

## .Notes
1. ↑  Ou « Duperron ».
2. 1 2  « Étienne-Alexandre-Jacques Anisson-Dupéron », sur Data.bnf.fr (consulté le 22 février 2018)
3. ↑  Détails techniques rapportés par Jeanne Veyrin-Forrer, Rapport sur les conférences des années 1987-1988, Livret 5, Paris, École pratique des hautes-études, 1994, p. 99-100.
4. ↑  Ernest Coyecque, Inventaire de la collection Anisson sur l'histoire de l'imprimerie et la librairie, principalement à Paris, Paris, E. Leroux, 1900, 611 p. (lire en ligne)
5. ↑  « Fonds Anisson-Duperron », sur CCFR (consulté le 22 février 2018)
6. ↑  « Catalogue d'objets rares et précieux », sur bibliotheque-numerique.inha (consulté le 4 février 2025)
7. ↑  « Catalogue des livres rares et précieux », sur openlibrary.org (consulté le 4 février 2025)
8. ↑  André Borel d'Hauterive, Annuaire de la Noblesse de France, Paris, Dentu, 1877, 414 p. (lire en ligne), p. 119-120

## Sources
- Louis-Gabriel Michaud et Joseph-François Michaud, Biographie universelle, ancienne et moderne : ou, Histoire par ordre alphabétique de la vie publique et privée de tous les hommes qui se sont fait remarquer par leurs écrits, leurs actions, leurs talents, leurs vertus ou leurs crimes, vol. 2, 1811, 636 p. (lire en ligne), p. 185.